# رابرت هدین
رابرت هدین (انگلیسی: Robert Hedin؛ زادهٔ ۲ february ۱۹۶۶ (۵۹ سال)) ورزشکار هندبال اهل سوئد است.
وی در مسابقات کشوری و بین‌المللی در مجموع برندهٔ ۱ مدال طلا، ۲ مدال نقره، ۱ مدال برنز شده‌است.